# Штефанов-над-Оравоу
Штефанов-над-Оравоу (словац. Štefanov nad Oravou) — село, громада округу Тврдошін, Жилінський край. Кадастрова площа громади — 55.71 км².
Населення 688 осіб (станом на 31 грудня 2018 року).

## Історія
Штефанов-над-Оравоу згадується 1355 року.

## Географія
Протікає річка  Задній Кривань

## Населення
| Рік:            | 1994. | 2004.   | 2014.    | 2024.   |
| --------------- | ----- | ------- | -------- | ------- |
| Кількість осіб: | 553   | 599     | 670      | 700     |
| Різниця:        |       | +8,31 % | +11,85 % | +4,47 % |

| Рік:            | 2023. | 2024.   |
| --------------- | ----- | ------- |
| Кількість осіб: | 696   | 700     |
| Різниця:        |       | +0,57 % |